# 亨利六世 (神圣罗马帝国)
亨利六世 （1165年11月—1197年9月28日），霍亨斯陶芬王朝的羅馬人的国王（1167年—1197年在位）和神圣罗马帝国皇帝（1190年—1197年在位）。他自1194年起也是西西里王国国王。
他的父亲是「巴巴罗萨」腓特烈一世，母親是勃艮第女伯爵貝亞特麗絲一世。亨利六世出生于荷兰的尼美根。亨利六世大约是皇帝夫妇的第五个孩子，由于兄长的夭折成为王储，1169年8月15日，4岁的亨利在其父的意志下在阿亨主教座堂被加冕为罗马人民的国王。1184年在美茵茨和其弟士瓦本公爵腓特烈六世在隆重的仪式后被封为骑士；但庆典期间地震和大风毁坏了帐篷，成为王朝衰落的预兆。
1191年亨利以妻子西西里的康斯坦丝的王位继承权为由攻打西西里王国的尝试在围攻那不勒斯时因流行病而失败，康斯坦丝皇后被俘；1194年他凭借被他劫持英格兰国王理查一世缴纳的赎金组建了更强大的军队，才终于征服了西西里。
亨利的外表忧郁，苍白，严肃。他个子不高，身体瘦弱，和父亲的高大英俊完全不同。在他年轻的时候他是个伟大的情人，同时又为爱情写下了诗篇，是当时宫廷抒情诗鼎盛时期的代表人物。他大约留下了三首诗，其中“Rîtest du nu hinnen”，以一女子的口吻述说对情人离别的忧愁和伤感，成为德语文学上的佳作。他的情诗感情深沉细腻，做为统治者他却是冷酷无情。日后的教皇英诺森三世形容他「亨利六世如北风怒吼，肆虐在玫瑰园般的西西里」。

## 征服西西里王国
在其父意志下，21岁的他于1186年1月27日在北意大利的米兰同西西里的康斯坦丝公主结婚。新婚夫妇由阿奎拉的戈特弗里德大主教加冕成为意大利国王，亨利得到了“Caesar”的称号。
康斯坦丝公主已经32岁，她金发碧眼，个子高大。她是西西里国王魯傑羅二世的遗腹女，据说因被预言“婚姻会毁灭西西里”，少年时期就成为修女，一直被关在帕勒莫的至圣救主堂里以保持独身，即使她早已经是古列尔莫二世唯一的合法继承人。这样的联姻只是为了保持德国对意大利的影响和支配，让腓特烈一世放弃对南意大利的宣称，并非会预见到这场婚姻会使亨利六世成为日后的西西里国王，并为德国和意大利带来近一个世纪的战争和动荡，并最终导致神圣罗马帝国在中世纪的崩溃。
1189年起，在父亲腓特烈一世远征巴勒斯坦期间，他成为帝国的摄政（拉丁语中“摄政”一词的出现是13世纪之后的事了）。由于西西里国王古列尔莫二世突然死亡并且没有留下子嗣，亨利的妻子康斯坦丝作为威廉二世的姑姑就成为唯一的合法继承人。然而西西里的民族党已经拥立古列尔莫的私生堂兄莱切伯爵坦克雷迪为新君，巴勒莫的大主教在教皇的同意下于1190年为他加冕。1190年6月腓特烈去世后，亨利继位。亨利不可能放弃得到死敌国家的大好机会。他立即同狮子亨利为首的韦尔夫家族议和，狮子亨利公爵的两个儿子亨利和洛泰尔做为人质留在皇帝的身边。安定德意志后，亨利六世率军前往意大利，以夺取妻子为他带来的富庶的王国。
亨利首先赢得了北意大利城市的支持，并向罗马进军，以便得到教皇克雷芒三世向他承诺的皇冠。作为加冕的条件，他把忠于皇帝的小城图斯库卢姆交给了它的敌人罗马破坏，抛弃与帝国结盟的城市，这一举动无疑显出亨利六世强烈的利己不择手段的精神。在1191年4月15日他和康斯坦丝由教皇塞莱斯廷三世加冕为神圣罗马帝国皇帝、皇后。
亨利六世不顾教皇的警告继续率军向南进发，通过一支比萨的舰队从海上包围那不勒斯，但是这座南意大利的名城顶住了亨利六世的攻击，坦克雷迪的大将也是姑父布林迪西的马加里托尼也来参与防御，阻拦了亨利的比萨舰队，且几乎消灭了后来赶来的热那亚分遣队。围城的时间渐渐进入春夏之际，亨利六世的军队中就开始因为水土问题大规模流行疟疾，皇帝本人也病倒了，而且病势越来越重，此时狮子亨利的大儿子小亨利（洛泰尔已经去世）趁军中大乱的时候从皇帝的身边逃回了德意志，并向德意志传播了皇帝已经病逝的虚假消息，使得一时间天下大乱。
此时亨利六世开始康复，但他已经认识到不可能立即征服南意大利，8月他将军队从那不勒斯撤走，回到伦巴第。对德意志的军队来说这次撤军差不多等同于逃亡，原本投降神圣罗马帝国的城市们重新归顺西西里，连被亨利留在萨莱诺宫殿作为自己很快会回来的信号的康斯坦丝皇后也遭到萨莱诺人的背叛落入坦克雷迪的手中。但是在米兰，皇帝和法兰西国王腓力二世会面并重建了斯陶芬—卡佩联盟。然后他于1191年底带着满心的失望回到了德意志。
坦克雷迪趁机以释放康斯坦丝向亨利提出停火，塞莱斯廷也建议亨利和坦克雷迪和解，但亨利不顾妻子仍被坦克雷迪扣押，拒绝和解。坦克雷迪也无意让亨利赎回康斯坦丝，除非亨利承认他。亨利无力救回妻子，也向塞莱斯廷抱怨妻子的被俘。在塞莱斯廷三世的干涉下，1192年夏，坦克雷迪为了获得塞莱斯廷的承认而派兵将康斯坦丝送到罗马，但途中德军伏击救下康斯坦丝并带回亨利身边，使得塞莱斯廷施压亨利迫其就范的算盘落空。
亨利大致征服了意大利，并对曾经背叛又在此时坚决抵抗的萨莱诺进行了报复性的劫掠。1194年废黜坦克雷迪的儿子古列尔莫三世，12月25日在巴勒莫（意大利城市）加冕为西西里国王。1196年，因记恨当初妻子被俘之事，绞杀坦克雷迪的妻兄阿切拉的里卡多。
在1197年5月20日和同年7月18日，亨利六世先将意大利贝雷塔的一座医院、後又把西西里的一座教堂和修道院赠与条顿骑士团。这使1190年成立的“德意志圣玛利亚医院骑士团”有了良好的开端，也是亨利准备对拜占庭帝国实行十字军东征的准备。但他在西西里的暴政引发了卡塔尼亚和南西西里一带的叛乱。康斯坦丝被他的忽略所激怒，又同情家乡人，也加入叛军对抗自己的丈夫，将他围困在西西里的一座城堡内，迫使他签订含有一些自己不愿接受的条款的和议。9月28日他在筹备军事行动时因疟疾在墨西拿去世，一说被毒杀。

## 在德意志的统治
亨利在不到24岁时就开始为远征父皇代为执政，头几个月他眼前的任务就相当艰巨。1189年10月狮子亨利就违背诺言回到萨克森，目的是趁老对头腓特烈一世不在国内期间恢复他旧日在德意志北部的统治。由于荷尔斯坦因伯爵阿道夫三世离开家园追随皇帝参加了十字军东征，狮子亨利能够迅速将该地区的大多数要塞控制在手中。作为罗马王的亨利六世立即在梅泽堡国会上向帝国的敌人狮子亨利宣战。德意志北部的冬天非常寒冷，战事相持不下，直到1190年春天才取得胜利。
当原先满怀希望的意大利战役失败之后，亨利六世回到德意志，发现德意志的局势依旧对他相当不利，甚至还在继续恶化。1192年，长期支持亨利的马格德堡大主教维希曼去世，而且由于他的专横态度，北部地区已不受他的控制。
先前1191年9月，列日主教区出现布拉邦特的阿尔伯特和勒泰勒的阿尔贝尔之间的选举之争，两人分别得到各自的亲戚布拉邦特公爵亨利和埃诺伯爵鲍德温五世的支持。亨利六世偏向勒泰勒的阿尔贝尔，因为后者是康斯坦丝皇后的舅舅，先前他就和康斯坦丝计划让他成为下一任列日主教，但选举时康斯坦丝皇后正被西西里人囚禁，布拉邦特的阿尔伯特得到了大多数支持。1192年1月，皇帝在沃姆斯以选举有争议为由，把主教管区交给自己新任的宰相霍赫施塔登的洛泰尔，并于9月保证洛泰尔上任，迫使列日承认，两位候选人也退选，但引起了下莱茵众多诸侯家族的不满。布拉邦特的阿尔伯特前去罗马向教皇塞莱斯廷三世申诉，虽然教皇确认他为主教，但是他不可能再回自己的主教管区，只得在兰斯大主教处寻找庇护，而亨利六世则支持洛泰尔和埃诺伯爵鲍德温五世对付阿尔伯特；阿尔伯特在兰斯被德意志骑士残忍杀害了。

## 亨利六世的外交手段
英国的“狮心王”理查一世参加第三次十字军东征之后，于1192年秋开始了惊险归国歷程。他先化装成一名商人搭上一艘商船，但船却在威尼斯附近的亚德里亚海上遇难。由于理查一世對西西里的坦克雷德的支持，亨利六世对他非常不满。在法国的港口不让他通过后，理查一世还是决定只带少数扈从穿越德国并成功地躲过了多次针对他的追击。但是于12月在维也纳被奥地利公爵利奥波特五世逮捕，并以非常高的价格被卖给皇帝。皇帝将其监禁在特里斐尔丝的山上城堡。伏尔泰後來評論這是“不折不扣的野蛮而又卑劣”。
亨利六世通过威胁要将其送交给腓力·奥古斯都，迫使理查一世交付5万磅赎金，又必须在反对坦克雷德的斗争中帮助皇帝。只是英国的赎金迟迟未到，皇帝又加大砝码要再加了2万5千磅，但可以不需要英王本人参加反西西里的战斗。由于理查一世的弟弟约翰亲王都不希望哥哥回国（他显然动了篡权夺位的心），皇帝又再次在赎金上敲竹杠，传说中理查一世要支付10-15万磅的赎金，英国发起了刮地皮的风潮，民不聊生，这时便出现了著名的罗宾汉的传说。最终关于赎金的数量有比较科学的统计为34100公斤白银，在当时差不多为英国国库十年的收入了。理查一世在囚禁期间，还收到了母亲埃莉诺的信；她劝理查将英国降为帝国的附庸，向皇帝臣服效忠。“狮心王”後來跪在皇帝的脚下，行臣服之礼，称亨利为“众王之王，万主之主”。而且作为帝国封地，理查一世还要每年向亨利支付5000英镑的利息，直到全部赎金付清后，理查才于1194年2月4日被释放，返回英格兰。

## 亨利六世的家庭
妻子：西西里的康斯坦丝
子女：
- 腓特烈二世（1194年12月26日－1250年12月13日），神聖羅馬皇帝（1220年－1250年在位）